# Lagneskär
Lagneskär är en ö i Jomala på Åland. Lagneskär ligger i södra Svibyviken vid inloppet till Mariehamn.
Öns area är 36 hektar och dess största längd är 1,1 kilometer i nord-sydlig riktning. Ön gränsar i norr över det trånga sundet Lagneskärs sund till Gregersö och fasta Åland.